# Andreas Reinke (Historiker)
Andreas Reinke (* 1957) ist ein deutscher Historiker.

## Leben
Andreas Reinke ist wissenschaftlicher Mitarbeiter am Institut für Geschichte der Martin-Luther-Universität Halle-Wittenberg und wissenschaftlicher Mitarbeiter der Sektion für Deutsch-jüdische Geschichte bei der Historischen Kommission zu Berlin. Er befasst sich mit Themen der deutsch-jüdischen Geschichte, aber auch der Regionalgeschichte und der vergleichenden Minderheitengeschichte. Darüber hinaus forscht er zur Geschichte der Wohlfahrtspflege in Deutschland.

## Monographien
- Das Edikt von Potsdam. Toleranz hat Tradition, hg. von der Ausländerbeauftragten des Senats, Berlin, 8. Auflage 2000
- Judentum und Wohlfahrtspflege in Deutschland. Das jüdische Krankenhaus in Breslau 1726–1944, Hannover 1999, ISBN 978-3775256179 (Web-Ressource)
- Geschichte der Juden in Deutschland. 1781–1933, Darmstadt 2007, ISBN 978-3-534-15445-6

## Aufsätze
- Zwischen Tradition, Aufklärung und Assimilation: Die Königliche Wilhelmsschule in Breslau 1791–1848. In: Zeitschrift für Religions- und Geistesgeschichte Bd. 43 (1991), H. 3, S. 193–214. (Web-Ressource, Anmeldung erforderlich).
- Die Kehrseite der Privilegierung: Proteste und Widerstände gegen die hugenottische Niederlassung in den deutschen Territorialstaaten. In: Comparativ Jg. 7 (1997),  Heft 5/6: Emigrés et Réfugiés. Migration zwischen Frankreich und Deutschland im 18. Jahrhundert, S. 39–55.  (Web-Ressource)